# Premi e riconoscimenti di Christian Bale

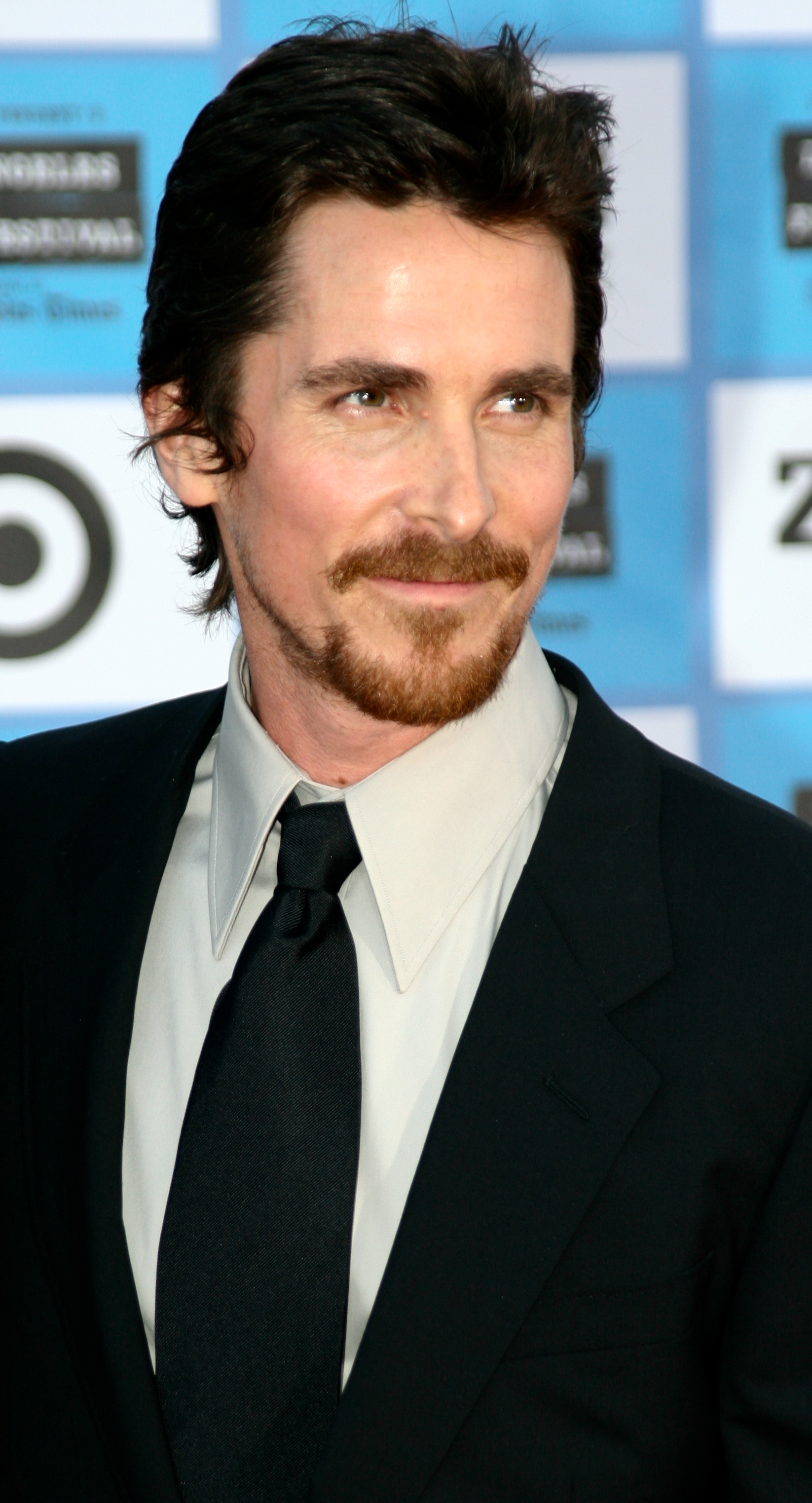
Christian Bale nel 2009

Di seguito la lista dei vari premi e riconoscimenti ottenuti da Christian Bale, attore britannico.

## Riconoscimenti

### Principali
- Premio Oscar
  - 2011 – Migliore attore non protagonista per The Fighter[2]
  - 2014 – Candidatura al migliore attore per American Hustle - L'apparenza inganna[3]
  - 2016 – Candidatura al migliore attore non protagonista per La grande scommessa[4]
  - 2019 – Candidatura al migliore attore per Vice - L'uomo nell'ombra[5]

- Golden Globe
  - 2011 – Migliore attore non protagonista per The Fighter[6]
  - 2014 – Candidatura al migliore attore in un film commedia o musicale per American Hustle - L'apparenza inganna[7]
  - 2016 – Candidatura al migliore attore in un film commedia o musicale per La grande scommessa[8]
  - 2019 – Migliore attore in un film commedia o musicale per Vice - L'uomo nell'ombra[9][10]
  - 2020 – Candidatura al migliore attore in un film drammatico per Le Mans '66 - La grande sfida[11]

- Premio BAFTA
  - 2011 – Candidatura al migliore attore non protagonista per The Fighter[12]
  - 2014 – Candidatura al migliore attore  per American Hustle - L'apparenza inganna[13]
  - 2016 – Candidatura al migliore attore non protagonista per La grande scommessa[14]
  - 2019 – Candidatura al migliore attore per Vice - L'uomo nell'ombra[15]

- Screen Actors Guild Award
  - 2008 – Candidatura al miglior cast per Quel treno per Yuma[16]
  - 2011 – Migliore attore non protagonista per The Fighter[17]
  - 2011 – Candidatura al miglior cast per The Fighter[18]
  - 2014 – Miglior cast per American Hustle - L'apparenza inganna[19]
  - 2016 – Candidatura al migliore attore non protagonista per La grande scommessa[20]
  - 2016 – Candidatura al miglior cast per La grande scommessa[20]
  - 2019 – Candidatura al migliore attore  per Vice - L'uomo nell'ombra[21][22]
  - 2020 – Candidatura per il migliore attore per Le Mans '66 - La grande sfida

### Altri
- AACTA International Awards
  - 2014 – Candidatura al miglior attore per American Hustle - L'apparenza inganna[23]
  - 2016 – Candidatura al miglior attore non protagonista per La grande scommessa[24]
  - 2019 – Candidatura al miglior attore per Vice - L'uomo nell'ombra
  - 2020 – Candidatura al miglior attore per Le Mans '66 - La grande sfida

- Alliance of Women Film Journalists
  - 2010 – Miglior attore non protagonista per The Fighter[25]
  - 2019 – Candidatura al miglior attore per Vice - L'uomo nell'ombra

- Austin Film Critics Association
  - 2010 – Miglior attore non protagonista per The Fighter[26]
  - 2019 – Candidatura al miglior attore per Vice - L'uomo nell'ombra

- Awards Circuit Community Awards
  - 2000 – Miglior attore per American Psycho[27]
  - 2008 – Miglior cast per Il cavaliere oscuro[28]
  - 2010 – Davis Award – al miglior attore non protagonista per The Fighter
  - 2010 – Miglior attore non protagonista per The Fighter[29]
  - 2015 – Candidatura al miglior cast per La grande scommessa[30]
  - 2018 – Candidatura al miglior attore per Vice - L'uomo nell'ombra[31]

- Boston Society of Film Critics Awards
  - 2010 – Miglior attore non protagonista per The Fighter[32]
  - 2010 – Miglior cast per The Fighter[32]

- Central Ohio Film Critics Association Awards
  - 2007 – Candidatura al miglior cast per Quel treno per Yuma
  - 2008 – Miglior cast per Il cavaliere oscuro[33]
  - 2010 – Miglior cast per The Fighter[34]
  - 2010 – Candidatura al miglior attore non protagonista per The Fighter[1]
  - 2014 – Miglior cast per American Hustle - L'apparenza inganna[35]
  - 2019 – Candidatura al miglior attore per Vice - L'uomo nell'ombra

- Chicago Film Critics Association
  - 2010 – Miglior attore non protagonista per The Fighter[36]
  - 2018 – Candidatura al miglior attore per Vice - L'uomo nell'ombra[37]

- Chlotrudis Awards
  - 2001 – Miglior attore per American Psycho[1]

- Critics' Choice Awards
  - 2009 – Candidatura al miglior cast per Il cavaliere oscuro[38]
  - 2011 – Miglior attore non protagonista per The Fighter[39]
  - 2013 – Candidatura al miglior attore in un film d'azione per Il cavaliere oscuro - Il ritorno[40]
  - 2014 – Candidatura al miglior attore per American Hustle - L'apparenza inganna[41]
  - 2014 – Candidatura al miglior attore in una commedia per American Hustle - L'apparenza inganna[41]
  - 2016 – Miglior attore in una commedia per La grande scommessa[42]
  - 2019 – Miglior attore per Vice - L'uomo nell'ombra[43]
  - 2019 – Miglior attore in un film commedia per Vice - L'uomo nell'ombra[43]

- Dallas-Fort Worth Film Critics Association Awards
  - 2010 – Miglior attore non protagonista per The Fighter[44]
  - 2018 – Miglior attore per Vice - L'uomo nell'ombra

- Denver Film Critics Society
  - 2011 – Miglior attore non protagonista per The Fighter[45]
  - 2014 – Candidatura al miglior attore per American Hustle - L'apparenza inganna[46]
  - 2019 – Candidatura al miglior attore per Vice - L'uomo nell'ombra

- Empire Awards
  - 2001 – Candidatura al miglior attore britannico per American Psycho[1]
  - 2006 – Candidatura al miglior attore per Batman Begins[1]
  - 2007 – Candidatura al miglior attore per The Prestige[1]
  - 2009 – Migliore attore per Il cavaliere oscuro[1]

- European Film Awards
  - 2005 – Premio del pubblico – Candidatura al migliore attore per L'uomo senza sonno[1]

- Florida Film Critics Circle Awards
  - 2010 – Miglior attore non protagonista per The Fighter[47]
  - 2018 – Candidatura al miglior attore per Vice - L'uomo nell'ombra

- Gold Derby Awards
  - 2009 – Candidatura al miglior cast per Il cavaliere oscuro[48]
  - 2011 – Candidatura al miglior cast per The Fighter
  - 2011 – Miglior attore non protagonista per The Fighter
  - 2014 – Miglior cast per American Hustle - L'apparenza inganna[49]
  - 2016 – Candidatura al miglior cast per La grande scommessa
  - 2019 – Candidatura al miglior attore per Vice - L'uomo nell'ombra
  - 2020 – Candidatura al miglior cast del decennio per American Hustle - L'apparenza inganna
  - 2020 – Candidatura al miglior attore non protagonista del decennio per The Fighter
  - 2020 – Candidatura alla miglior performance del decennio

- Golden Schmoes Awards
  - 2005 – Candidatura al miglior attore per Batman Begins[50]
  - 2010 – Miglior attore non protagonista per The Fighter[51]
  - 2012 – Candidatura alla celebrità preferita[52]
  - 2013 – Candidatura al miglior attore per American Hustle - L'apparenza inganna[53]
  - 2018 – Candidatura al miglior attore per Vice - L'uomo nell'ombra[54]

- Irish Film and Television Awards
  - 2005 – Candidatura al miglior attore internazionale per Batman Begins[1]

- Kansas City Film Critics Circle Awards
  - 2010 – Miglior attore non protagonista per The Fighter[55]
  - 2018 – Miglior attore per Vice - L'uomo nell'ombra

- Las Vegas Film Critics Society
  - 2010 – Miglior attore non protagonista per The Fighter[56]

- London Critics Circle Film Awards
  - 2001 – Candidatura al migliore attore britannico per American Psycho[1]
  - 2006 – Candidatura al migliore attore britannico per L'uomo senza sonno[1]
  - 2007 – Candidatura al migliore attore britannico per The Prestige[57]
  - 2008 – Candidatura al migliore attore britannico per Quel treno per Yuma[1]
  - 2011 – Migliore attore britannico per The Fighter[58]
  - 2014 – Candidatura al miglior attore britannico per American Hustle - L'apparenza inganna e Il fuoco della vendetta - Out of the Furnace[59]
  - 2019 – Candidatura al miglior attore per Vice - L'uomo nell'ombra
  - 2019 – Candidatura al migliore attore britannico per Vice - L'uomo nell'ombra e Mowgli - Il figlio della giungla

- MTV Movie & TV Awards
  - 2006 – Migliore supereroe per Batman Begins[60]
  - 2009 – Candidatura al miglior attore per Il cavaliere oscuro[61]
  - 2009 – Candidatura al miglior combattimento (con Heath Ledger) per Il cavaliere oscuro[61]
  - 2013 – Candidatura al miglior attore per Il cavaliere oscuro - Il ritorno[62]
  - 2013 – Candidatura al miglior combattimento (con Tom Hardy) per Il cavaliere oscuro - Il ritorno[62]
  - 2013 – Candidatura alla miglior performance senza maglietta per Il cavaliere oscuro - Il ritorno[62]
  - 2014 – Candidatura alla miglior trasformazione sullo schermo per American Hustle – L'apparenza inganna[63][64]
  - 2014 – Candidatura alla miglior coppia (con Amy Adams) per American Hustle – L'apparenza inganna[64]

- National Board of Review
  - 1987 – Miglior giovane attore per L'impero del sole
  - 2010 – Miglior attore non protagonista per The Fighter

- National Movie Awards
  - 2008 – Candidatura al miglior attore per Il cavaliere oscuro

- Nevada Film Critics Society
  - 2018 – Miglior attore per Vice - L'uomo nell'ombra

- Online Film Critics Society Awards
  - 2001 – Candidatura al miglior attore per American Psycho[1]
  - 2011 – Miglior attore non protagonista per The Fighter[65]
  - 2019 – Candidatura al miglior attore per Vice - L'uomo nell'ombra

- E! People's Choice Awards
  - 2009 – Migliore supereroe per Il cavaliere oscuro[66]
  - 2009 – Miglior coppia sullo schermo (con Heath Ledger) per Il cavaliere oscuro[66]
  - 2009 – Candidatura al migliore attore d'azione per Il cavaliere oscuro[66]
  - 2009 – Candidatura al migliore personalità maschile per Il cavaliere oscuro[66]
  - 2009 – Miglior cast per Il cavaliere oscuro[66]
  - 2010 – Candidatura alla Star preferita di un film d'azione[67]
  - 2013 – Candidatura al migliore attore d'azione per Il cavaliere oscuro - Il ritorno[68]
  - 2013 – Candidatura al migliore supereroe per Il cavaliere oscuro - Il ritorno[68]

- Philadelphia Film Critics Circle Awards
  - 2018 – Miglior attore per Vice - L'uomo nell'ombra

- Phoenix Film Critics Society Awards
  - 2010 – Miglior attore non protagonista per The Fighter[69]
  - 2013 – Miglior cast per American Hustle – L'apparenza inganna

- San Diego Film Critics Society Awards
  - 2007 – Premio Body of Work per Quel treno per Yuma, Io non sono qui e L'alba della libertà[70]
  - 2010 – Candidatura al miglior attore non protagonista per The Fighter[71]
  - 2010 – Candidatura al miglior cast per The Fighter[1]
  - 2018 – Candidatura al miglior attore per Vice - L'uomo nell'ombra
  - 2019 – Candidatura al miglior attore per Le Mans '66 - La grande sfida[72]

- Satellite Awards
  - 2007 – Candidatura al miglior attore in un film drammatico per L'alba della libertà[1]
  - 2010 – Miglior attore non protagonista per The Fighter[1]
  - 2013/2014 – Candidatura al miglior attore per American Hustle - L'apparenza inganna[73]
  - 2016 – Miglior attore non protagonista per La grande scommessa[74]
  - dicembre 2019 – Miglior attore in un film drammatico per Le Mans '66 - La grande sfida[75]

- Saturn Award
  - 2005 – Candidatura al miglior attore per L'uomo senza sonno[1]
  - 2006 – Migliore attore per Batman Begins[76]
  - 2009 – Candidatura al Migliore attore per Il cavaliere oscuro[1]
  - 2011 – Candidatura al miglior attore non protagonista per The Fighter[77]
  - 2013 – Candidatura al Migliore attore per Il cavaliere oscuro - Il ritorno[78]

- Festival del Cinema di Sitges
  - 2004 – Migliore attore per L'uomo senza sonno

- St. Louis Film Critics Association
  - 2010 – Miglior attore non protagonista per The Fighter[1]
  - 2013 – Candidatura al miglior attore per American Hustle - L'apparenza inganna[1]
  - 2018 – Candidatura al miglior attore per Vice - L'uomo nell'ombra
- Teen Choice Awards
  - 2009– Candidatura al miglior attore di film d'azione/avventura per Terminator Salvation[79]
  - 2013– Candidatura al miglior attore di film d'azione/avventura per Il cavaliere oscuro - Il ritorno[80]

- Washington D.C. Area Film Critics Association
  - 2010 – Miglior attore non protagonista per The Fighter[1]
  - 2010 – Candidatura al miglior cast per The Fighter[1]
  - 2018 – Candidatura al miglior attore per Vice - L'uomo nell'ombra

- Young Artist Awards
  - 1989 – Miglior giovane attore per L'impero del sole[1]
  - 1993 – Candidatura al miglior giovane cast per Gli strilloni
  - 1994 – Candidatura al miglior giovane cast per Swing Kids - Giovani ribelli